# J.League Cup 2001
Der J.League Cup 2001, offiziell aufgrund eines Sponsorenvertrages mit dem Gebäckhersteller Yamazaki Nabisco nach einer Marke desselben 2001 J.League Yamazaki Nabisco Cup genannt, war die neunte Ausgabe des J.League Cup, des höchsten Fußball-Ligapokal-Wettbewerbs in Japan.

## Spieler
| Verein               | Spieler |
| -------------------- | --- |
| Consadole Sapporo    | Yōhei Satō (2/0), Ryūji Tabuchi (2/0), Hideaki Mori (1/0), Takumi Morikawa (2/0), Yoshihiro Natsuka (1/0), Kensaku Ōmori (2/0), Yoshikazu Nonomura (1/0), Biju (2/0), Will (2/2), Almir (1/0), Ryūji Bando (1/0), Tomotaka Fukagawa (1/0), Tsuyoshi Furukawa (1/0), Haruki Seto (2/0), Kenji Kikawada (1/0), Masashi Ōguro (2/0), Yuzuki Itō (2/0), Tomohiro Wanami (1/0), Yasuyuki Konno (1/0) |
| Vegalta Sendai       | Norio Takahashi (2/0), Susumu Watanabe (1/0), Eiji Gaya (1/0), Ricardo (1/0), Naoki Chiba (2/0), Nobuyuki Zaizen (1/0), Shinji Fujiyoshi (2/0), Tomohiro Hasumi (2/1), Teruo Iwamoto (2/1), Kazuya Iio (1/0), Yūsuke Mori (2/0), Shin’ya Mitsuoka (2/0), Shin Nakamura (2/0), Toshihiro Yahata (1/0), Satoshi Ōtomo (2/1), Tatsuya Murata (2/0), Takahiro Yamada (2/0) |
| Montedio Yamagata    | Katsumi Suzuki (1/0), Masayuki Ōta (2/0), Taku Watanabe (2/0), Kenji Takahashi (2/0), Tatsuma Yoshida (2/0), Atsushi Nagai (1/0), Hideo Ōshima (2/0), Teppei Nishiyama (2/0), Yūsuke Satō (2/1), Gakuya Horii (2/1), Seiichi Saitō (1/0), Jun Kokubo (1/0), Hideki Matsuda (1/0), Ryōsuke Nemoto (1/0), Masakazu Washida (2/0), Tetsurō Uki (2/0), Kentarō Suzuki (2/0) |
| Kashima Antlers      | Akira Narahashi (6/0), Yutaka Akita (6/1), Fabiano (3/0), Kōji Nakata (6/0), Yasuto Honda (6/0), Naoki Sōma (1/0), Mitsuo Ogasawara (3/0), Tomoyuki Hirase (3/1), Bismarck (6/0), Yoshiyuki Hasegawa (6/1), Atsushi Yanagisawa (5/2), Seiji Kaneko (2/0), Masashi Motoyama (3/0), Kōji Kumagai (5/0), Yoshirō Nakamura (2/0), Hitoshi Sogahata (6/0), Tomohiko Ikeuchi (3/0), Takayuki Suzuki (6/1), Augusto (4/0) |
| Mito HollyHock       | Kōji Homma (2/0), Masanori Kizawa (2/0), Keiju Karashima (1/0), Toshimasa Toba (2/0), Yōhei Takasu (1/0), Daisuke Sudō (2/0), Nobuyasu Ikeda (1/0), Yoshio Kitajima (1/0), Yū Kawamura (2/1), Ken’ichi Sugano (1/0), Takayoshi Ono (1/0), Hirohito Nakamura (1/0), Daisuke Tomita (2/0), Keita Isozaki (2/0), Yōichi Mori (2/0), Masahiro Ōhashi (2/0), Masaki Ogawa (1/0) |
| Urawa Reds           | Tomoyasu Andō (4/0), Nobuhisa Yamada (6/0), Masami Ihara (6/0), Masaki Tsuchihashi (5/0), Donizete (2/1), Toshiya Ishii (6/0), Masayuki Okano (1/0), Shinji Ono (4/3), Masahiro Fukuda (3/0), Adriano (4/1), Tuto (4/4), Tsutomu Nishino (2/0), Keita Suzuki (2/0), Yasushi Fukunaga (1/0), Yōhei Nishibe (2/0), Yūichirō Nagai (6/1), Hideki Uchidate (6/0), Toshiyuki Abe (6/0), Shinji Jōjō (1/0), Manabu Ikeda (4/0), Tatsuya Tanaka (4/0), Ryūji Michiki (3/0), Emerson (1/0)                                                                            |
| Omiya Ardija         | Atsushi Shirai (2/0), Yūji Kamimura (2/0), Toninho (2/0), Ryūgo Okamoto (2/0), Masato Harasaki (2/0), Hideyuki Ujiie (2/0), Valdes (2/0), Jorginho (2/1), Kazushi Isoyama (1/0), Masato Saitō (2/0), Akinori Kosaka (1/0), Masahiro Miyashita (1/0), Daiju Matsumoto (2/0), Tetsuya Nishiwaki (1/0), Masahiro Andō (2/0) |
| JEF United Ichihara  | Eisuke Nakanishi (4/0), Yasushi Kita (2/0), Takayuki Chano (3/0), Milinovic (5/1), Yūki Abe (2/0), Shin’ichi Mutō (4/0), Shigetoshi Hasebe (5/0), Katsutomo Ōshiba (6/1), Choi Yong-soo (5/2), Mujcin (5/0), Megumu Yoshida (6/0), Hisato Satō (3/1), Hiroyasu Ibata (3/0), Takenori Hayashi (3/0), Ryō Kushino (6/0), Shinji Murai (5/0), Hideomi Yamamoto (4/0), Masataka Sakamoto (4/0), Kim Myung-hwi (1/0), Akihiro Tabata (1/0), Kazuyoshi Mikami (2/0)                                                                                                 |
| Kashiwa Reysol       | Yūta Minami (4/0), Shigenori Hagimura (3/0), Norihiro Satsukawa (4/0), Takeshi Watanabe (4/1), Tomonori Hirayama (3/0), Tomokazu Myōjin (4/0), Yoo Sang-chul (1/0), Hideaki Kitajima (4/1), Harutaka Ōno (3/0), Nozomu Katō (4/2), Naoki Sakai (2/0), Mitsuteru Watanabe (4/0), Makoto Sunakawa (2/0), Hwang Sun-hong (4/0), Tōru Irie (1/0), Hong Myung-bo (3/0), Kensuke Nebiki (3/0), Shin’ya Tanoue (1/0) |
| FC Tokyo             | Yōichi Doi (3/0), Naruyuki Naitō (2/0), Sandro (4/0), Takahiro Shimotaira (3/0), Takayuki Komine (3/0), Satoru Asari (3/0), Ryūji Fujiyama (4/0), Wagner Lopes (2/4), Fumitake Miura (1/1), Amaral (2/0), Osamu Umeyama (2/0), Kensuke Kagami (3/1), Yukihiko Satō (2/0), Tetsuya Itō (3/0), Tōru Kaburagi (1/0), Tadatoshi Masuda (2/0), Kelly (4/2), Hideaki Ozawa (1/0), Tetsuhiro Kina (3/0), Masamitsu Kobayashi (3/2), Masashi Miyazawa (3/0), Mitsuhiro Toda (3/0)                                                                                     |
| Tokyo Verdy 1969     | Shinkichi Kikuchi (2/0), Takuya Yamada (2/0), Yoshihiro Nishida (2/0), Kentarō Hayashi (2/0), Atsushi Yoneyama (2/0), Atsuhiro Miura (2/0), Nobuhiro Takeda (2/0), Hideki Nagai (2/0), Masakiyo Maezono (2/0), Keiji Ishizuka (1/0), Yūji Hironaga (2/0), Hayato Yano (1/0), Takafumi Ogura (1/0), Kazunori Iio (1/1), Yūji Nakazawa (2/0), Kazuki Hiramoto (1/0), Tadaaki Matsubara (1/0) |
| Kawasaki Frontale    | Takeshi Urakami (2/0), Eiji Takada (2/0), Tetsuya Asano (1/0), Yoshinobu Minowa (1/0), Tōru Oniki (3/0), Edmilson (4/0), Emerson (1/1), Ailton (1/0), Tatsuru Mukōjima (1/0), Hideki Katsura (2/0), Naoki Urata (1/0), Tetsuya Ōishi (2/0), Yoshinori Doi (3/0), Yoshinori Abe (1/0), Kazuki Ganaha (3/1), Akira Konno (2/0), Akira Itō (3/0), Yasuhiro Nagahashi (2/0), Yoshimi Sasahara (2/0), Luiz (1/0), Tomoaki Kuno (4/0), Taketo Shiokawa (2/0), Hiroki Itō (4/0), Tōru Ojima (1/0), Takumi Watanabe (2/1), Kazuhisa Iijima (3/0), Kōhei Hayashi (1/0) |
| Yokohama F. Marinos  | Yoshikatsu Kawaguchi (7/0), Yoshiaki Maruyama (2/0), Naoki Matsuda (9/0), Yasuhiro Hato (9/1), Norio Omura (5/0), Yoshiharu Ueno (6/1), Naza (4/0), Akihiro Endō (8/2), Brito (5/2), Shunsuke Nakamura (6/2), Shōji Jō (8/4), Kunio Nagayama (9/0), Seiji Koga (1/0), Tomokazu Hirama (6/2), Tatsuya Enomoto (3/0), Ryōsuke Kijima (7/0), Naohiro Ishikawa (2/0), Daisuke Tonoike (3/0), Hayuma Tanaka (5/0), Yūki Kaneko (4/0), Yutaka Tahara (1/0), Shōgo Kobara (2/0), Masahiro Kazuma (4/1), Daisuke Sakata (5/0), Dutra (4/0)                            |
| Yokohama FC          | Hiroki Mizuhara (3/0), Yukinori Shigeta (3/0), Mikio Manaka (3/0), Masakazu Kōda (1/0), Hiroaki Kumon (3/0), Yoshikazu Gotō (4/0), Masaaki Takada (1/0), Kenji Arima (3/0), Yūichi Yōda (1/0), Kōsaku Masuda (3/0), Akihiro Yoshida (1/0), Hirotoshi Yokoyama (3/1), Narita Takaki (4/0), Hiroaki Tajima (4/0), Taijirō Kurita (2/0), Shingi Ono (4/1), Tomohide Nakazawa (3/0), Masami Satō (4/1), Shingo Morita (4/1) |
| Shonan Bellmare      | Yūji Itō (1/0), Jun Ideguchi (2/0), Palacios (2/0), Hiroyuki Shirai (1/0), Takafumi Hori (1/0), Angulo (2/0), Keisuke Kurihara (2/0), Yasunori Takada (2/0), Gaviria (1/0), Jun’ichi Watanabe (1/0), Yasuhide Ihara (1/0), Suguru Itō (2/0), Masahito Suzuki (1/0), Teruyuki Moniwa (2/0), Kōji Nakazato (1/0), Yoshikazu Suzuki (2/0), Kei Sugimoto (1/0), Ken’ichirō Tokura (2/0) |
| Ventforet Kofu       | Hiromasa Azuma (2/0), Yūsaku Tanioku (2/0), Takashi Sambonsuge (2/0), Makoto Kaneko (2/0), Hideaki Matsuura (1/0), Hiroyuki Dobashi (1/0), Ken Fujita (2/0), Kazuki Kuranuki (1/0), Terumasa Kin (1/0), Masahiro Kanō (1/0), Keisuke Ōta (2/0), Hitoshi Matsushima (2/0), Freitas (2/0), Kenji Nakada (1/0), Vagner (1/0), Deili (2/0), Satoru Yoshida (1/0), Katsuya Ishihara (1/0) |
| Albirex Niigata      | Sergio (2/0), Tadahiro Akiba (2/0), Yoshito Terakawa (1/0), Shingo Suzuki (2/0), Lindomar (1/0), Hisashi Kurosaki (2/0), Kenji Arai (2/0), Naoki Takahashi (2/0), Takamichi Kobayashi (2/0), Masayuki Ōnishi (1/0), Takayuki Nishigaya (2/0), Kōhei Inoue (2/0), Nobuhiro Maeda (1/0), Yōsuke Nozawa (1/0), Taichi Hasegawa (1/0), Masahiro Fukazawa (2/0), Ryōji Ujihara (2/0) |
| Shimizu S-Pulse      | Masanori Sanada (1/0), Toshihide Saitō (2/0), Takuma Koga (1/0), Kazuyuki Toda (1/0), Katsumi Ōenoki (2/0), Teruyoshi Itō (2/0), Alessandro Santos (2/1), Masaaki Sawanobori (2/1), Ryūzō Morioka (1/0), Yasuhiro Yoshida (1/0), Kōhei Hiramatsu (2/0), Yoshikiyo Kuboyama (1/0), Keisuke Hada (1/0), Takayuki Yokoyama (1/0), Baron (2/0), Daisuke Ichikawa (2/0), Kōtarō Yamazaki (1/0) |
| Júbilo Iwata         | Van Zwam (8/0), Hideto Suzuki (8/0), Gō Ōiwa (7/0), Makoto Tanaka (6/0), Toshihiro Hattori (9/0), Hiroshi Nanami (4/0), Daisuke Oku (6/0), Masashi Nakayama (8/4), Toshiya Fujita (7/0), Norihiro Nishi (7/0), Tomoaki Ōgami (1/0), Nobuo Kawaguchi (8/1), Takahiro Yamanishi (4/0), Zivkovic (7/1), Norihisa Shimizu (6/2), Naohiro Takahara (2/2), Jō Kanazawa (7/0), Takahiro Kawamura (4/0), Takashi Fukunishi (7/0), Ryōichi Maeda (5/1), Yasumasa Nishino (1/0)                                                                                         |
| Nagoya Grampus Eight | Seigō Narazaki (6/0), Keiji Kaimoto (5/0), Yasunari Hiraoka (4/1), Masayuki Ōmori (4/0), Masahiro Koga (3/0), Motohiro Yamaguchi (6/0), Oulida (5/1), Tomoyuki Sakai (6/0), Kenji Fukuda (3/0), Stojkovic (2/0), Ueslei (6/3), Kunihiko Takizawa (2/0), Naoki Hiraoka (2/0), Yasuyuki Moriyama (3/0), Junji Nishizawa (4/0), Kō Ishikawa (4/0), Ryūta Hara (2/0), Tetsuya Okayama (4/1), Marcelo (3/0), Naoshi Nakamura (4/2), Yūsuke Nakatani (2/0), Adriano (1/0)                                                                                           |
| Kyoto Purple Sanga   | Hiroshi Noguchi (1/0), Tadashi Nakamura (1/0), Naoto Ōtake (1/0), Kazuki Teshima (2/0), Jin Satō (2/0), Park Ji-sung (1/0), Makoto Atsuta (1/0), Teruaki Kurobe (2/0), Daisuke Matsui (2/0), Kiyotaka Ishimaru (2/0), Masahiko Nakagawa (2/0), Tomoaki Matsukawa (1/0), Shigeki Tsujimoto (1/0), Shin’ya Tomita (2/0), Yūsaku Ueno (2/0), An Hyo-yeon (2/0), Kazuhiro Suzuki (2/0), Sowisz (1/0) |
| Gamba Osaka          | Hayato Okanaka (3/0), Shin Asahina (1/0), Masao Kiba (2/0), Satoshi Yamaguchi (3/0), Jun’ichi Inamoto (3/0), Tomohiro Katanosaka (1/0), Hitoshi Morishita (2/0), Nino Bule (3/0), Vital (4/2), Hiromi Kojima (2/0), Takayuki Yamaguchi (2/0), Takahiro Futagawa (4/1), Tōru Araiba (4/0), Kōta Yoshihara (2/0), Yasuhito Endō (4/0), Ryōta Tsuzuki (1/0), Masanobu Matsunami (4/4), Hideo Hashimoto (2/0), Hiroshige Yanagimoto (4/0), Tsuneyasu Miyamoto (2/0)                                                                                               |
| Cerezo Osaka         | Daisuke Saitō (2/0), Kazuaki Tasaka (2/0), Shigeki Kurata (2/0), Yoon Jong-hwan (1/0), Kim Doh-keun (2/0), Kenji Ōshiba (2/0), Noh Jung-yoon (1/0), Masaya Nishitani (2/0), Takao Yamauchi (2/0), Satoru Suzuki (1/0), Yoshito Ōkubo (1/1), Kazuo Shimizu (1/0), Kōhei Morita (1/0), Kazumasa Kawano (2/0), Tsutomu Fujihara (1/0), Kazunari Okayama (2/0), Yasuo Manaka (2/2) |
| Vissel Kobe          | Makoto Kakegawa (2/0), Naoto Matsuo (3/0), Takehito Suzuki (4/0), Santos (3/0), Sidiclei (3/1), Tomo Sugawara (2/0), Kōji Yoshimura (4/0), Takanori Nunobe (4/2), Mitsutoshi Watada (4/1), Shigeyoshi Mochizuki (4/0), Kazuyoshi Miura (3/2), Takehito Shigehara (1/0), Jirō Takeda (1/0), Yukio Tsuchiya (4/1), Mitsunori Yabuta (3/1), Daniel (3/1), Kiyomitsu Kobari (2/0), Kazuhiro Mori (3/1), Kunie Kitamoto (2/0) |
| Sanfrecce Hiroshima  | Takashi Shimoda (6/0), Shin’ya Kawashima (1/0), Oleg (2/0), Kentarō Sawada (5/0), Hiroyoshi Kuwabara (6/0), Yūichi Komano (3/0), Ryōsuke Okuno (4/0), Hajime Moriyasu (3/0), Kazuyuki Morisaki (3/0), Corica (1/0), Tatsuhiko Kubo (6/4), Chikara Fujimoto (5/1), Yutaka Takahashi (6/2), Kōji Morisaki (1/0), Naoya Umeda (4/0), Kōta Hattori (5/1), Skachenko (1/0), Ken’ichi Uemura (5/0), Susumu Ōki (3/3), Tulio (5/0), Kyōhei Yamagata (3/0), Yūki Matsushita (2/0), Genki Nakayama (1/0), Kōsuke Yatsuda (2/0), Kōhei Miyazaki (2/0)                   |
| Avispa Fukuoka       | Nobuyuki Kojima (1/0), Shin’ichi Kawaguchi (3/0), Yoshitaka Fujisaki (3/0), Mitsuaki Kojima (3/0), Yasutoshi Miura (4/0), Yoshiyuki Shinoda (3/0), Satoru Noda (4/0), Badea (2/0), Vilallonga (2/2), Biaggio (1/0), Daisuke Nakaharai (2/0), Bisconti (2/0), Kōji Maeda (1/0), Yoshiteru Yamashita (3/1), Takuji Miyoshi (3/1), Takashi Hirajima (1/0), Tomoji Eguchi (1/0), Yūshi Ozaki (3/0), Tomoaki Komorida (2/0), Takeshi Ushibana (3/0), Tatsunori Hisanaga (3/0), Hiroki Hattori (2/0), Yoshika Matsubara (4/0)                                       |
| Sagan Tosu           | Yoshiki Maeda (1/0), Kōji Arimura (2/0), Kōhei Yamamichi (1/0), Rikiya Kawamae (1/0), Yoshinori Matsuda (2/0), Keisuke Mori (1/0), Ōmi Satō (2/0), Kōsei Kitauchi (1/0), Katsuhiro Suzuki (2/0), Kōichi Sekimoto (2/0), Kenji Takagi (2/0), Tetsuharu Yamaguchi (1/0), Kōichi Higashi (1/0), Ryō Fukudome (1/1), Hiroshi Morita (1/0), Takashi Furukawa (1/0), Haruhiko Satō (2/0), Shinsuke Shimabukuro (1/0), Michael Yano (2/0) |
| Oita Trinita         | Kazuya Maekawa (2/0), Takashi Miki (4/0), Yōsuke Ikehata (2/0), Kazuki Satō (4/2), Motoki Kawasaki (3/0), Iwao Yamane (1/0), Kubica (1/0), Bentinho (1/0), Choi Monn-sik (4/0), Takayuki Yoshida (2/1), Takeo Harada (2/0), Takashi Umeda (1/0), Keita Kanemoto (2/0), Ichizō Nakata (2/0), Shōta Matsuhashi (3/0), Kenji Koyama (2/0), Akira Kaji (4/0), Tetsuya Yamazaki (1/0), Yoshihide Nishikawa (2/0), Toshihiro Yoshimura (2/0), Takuya Jinno (4/0), Daiki Takamatsu (2/1), Yoshiya Takemura (2/0), Takashi Maeda (1/0)                                |

## Ergebnisse

### 1. Runde
|                     | Gesamt |                    | Hinspiel | Rückspiel |
| ------------------- | ------ | ------------------ | -------- | --------- |
| Kashiwa Reysol      | 1:0    | Shonan Bellmare    | 1:0      | 0:0       |
| Urawa Reds          | 3:2    | Montedio Yamagata  | 0:2      | 3:0       |
| Gamba Osaka         | 4:0    | Kyoto Purple Sanga | 2:0      | 2:0       |
| JEF United Ichihara | 2:1    | Omiya Ardija       | 1:1      | 1:0       |
| Consadole Sapporo   | 2:3    | Ōita Trinita       | 0:2      | 2:1       |
| Cerezo Osaka        | 3:4    | Júbilo Iwata       | 2:2      | 1:2       |
| Tokyo Verdy 1969    | 1:3    | Yokohama FC        | 1:1      | 0:2       |
| Yokohama F. Marinos | 4:1    | Mito HollyHock     | 1:0      | 3:1       |
| Avispa Fukuoka      | 4:3    | Vegalta Sendai     | 2:1      | 2:2       |
| Vissel Kobe         | 7:1    | Sagan Tosu         | 3:1      | 4:0       |
| Ventforet Kofu      | 0:6    | FC Tokyo           | 0:5      | 0:1       |
| Sanfrecce Hiroshima | 4:0    | Albirex Niigata    | 2:0      | 2:0       |

### 2. Runde
|                      | Gesamt          |                     | Hinspiel | Rückspiel |
| -------------------- | --------------- | ------------------- | -------- | --------- |
| Kashima Antlers      | 5:3             | Kashiwa Reysol      | 1:3      | 4:0       |
| Urawa Reds           | 6:3             | Gamba Osaka         | 3:1      | 3:2       |
| Shimizu S-Pulse      | 2:2 (4:5 i. E.) | JEF United Ichihara | 0:1      | 2:1       |
| Ōita Trinita         | 1:2             | Júbilo Iwata        | 0:1      | 1:1       |
| Kawasaki Frontale    | 3:1             | Yokohama FC         | 1:0      | 2:1       |
| Yokohama F. Marinos  | 5:0             | Avispa Fukuoka      | 3:0      | 2:0       |
| Nagoya Grampus Eight | 4:3             | Vissel Kobe         | 2:2      | 2:1       |
| FC Tokyo             | 4:5             | Sanfrecce Hiroshima | 3:3      | 1:2       |

### Viertelfinale
|                      | Gesamt |                     | Hinspiel | Rückspiel |
| -------------------- | ------ | ------------------- | -------- | --------- |
| Kashima Antlers      | 2:1    | Urawa Reds          | 0:1      | 2:0       |
| JEF United Ichihara  | 2:4    | Júbilo Iwata        | 2:2      | 0:2       |
| Kawasaki Frontale    | 0:5    | Yokohama F. Marinos | 0:3      | 0:2       |
| Nagoya Grampus Eight | 4:2    | Sanfrecce Hiroshima | 3:2      | 1:0       |

### Halbfinale
|                     | Gesamt |                      | Hinspiel | Rückspiel |
| ------------------- | ------ | -------------------- | -------- | --------- |
| Kashima Antlers     | 0:1    | Júbilo Iwata         | 0:1      | 0:0       |
| Yokohama F. Marinos | 1:0    | Nagoya Grampus Eight | 1:0      | 0:0       |

### Finale
|              | Ergebnis        |                     |
| ------------ | --------------- | ------------------- |
| Júbilo Iwata | 0:0 (1:3 i. E.) | Yokohama F. Marinos |